# لدیسی
لِدیسی (انگلیسی: Ledisi؛ زادهٔ ۲۸ مارس ۱۹۷۲) یک خواننده، ترانه‌سرا و هنرپیشه اهل ایالات متحده آمریکا است. وی از سال ۱۹۹۵ میلادی تاکنون مشغول فعالیت بوده‌است. از آغاز فعالیتش، لدیسی، ۱۱ آلبوم منتشر کرده‌است و ۱۴ بار نامزد جایزهٔ گرمی شده‌است و در سال ۲۰۲۱ برای بهترین اجرای آراندبی سنّتی برندهٔ این جایزه شد.
از فیلم‌ها یا برنامه‌های تلویزیونی که وی در آن نقش داشته‌است می‌توان به سلما اشاره کرد.